# سیارک ۷۶۲۳
سیارک ۷۶۲۳ (به انگلیسی: 7623 Stamitz، نامگذاری:9508P-L) هفت هزار و ششصد و بیست و سومین سیارک کشف شده‌است که در ۱۷ اکتبر ۱۹۶۰ کشف شد.
قدر مطلق سیارک برابر ۱۲٫۷۰ است.